# 나가쿠라촌
나가쿠라촌(長倉村)은 이바라키현 나카군에 일찍이 존재했던 촌이다. 

## 지리
- 현재의 히타치오미야시 남서부에 해당한다.

## 역사
- 1889년 4월 1일 - 정촌제 시행에 의해 나카군 나가쿠라촌이 성립하였다.
- 1956년 9월 29일 - 고젠야마촌과 합병해 새로운 고젠야마촌이 성립하여, 동일 나가쿠라촌은 폐지되었다.
- 2004년 10월 16일 - 미와촌, 야마가타정, 오가와촌, 히가시이바라키군 고젠야마촌과 합병해 가와치군 오미야정과 합병해 가와치군 오미야정 (당일 시로 승격해 히타치오미야시로 개칭)에 편입해 폐지되었다.

## 인구
| 1889년 | 2,049 |
| 1891년 | 2,040 |
| 1920년 | 2,465 |
| 1935년 | 2,620 |
| 1950년 | 3,143 |

## 참고문헌
- 角川日本地名大辞典編纂委員会『角川日本地名大辞典 8 茨城県』、角川書店、1983年 ISBN 4040010809